# Клещёв, Георгий Васильевич
Георгий Васильевич Клещёв (2 апреля 1920, Корчажка, Челябинская губерния — 23 декабря 1989, Челябинск) — доктор физико-математических наук, профессор, участник Великой Отечественной войны, гвардии старшина.

## Биография
Георгий Васильевич Клещёв родился 2 апреля 1920 года в деревне Корчажка Черноярского сельсовета Воскресенской волости Челябинского уезда Челябинского районного управления на правах губернского органа, подчинённого Сибревкому, ныне деревня входит в Мишкинский муниципальный округ Курганской области. Русский.
В 1927 году пошёл учиться в первый класс малокомплектной сельской школы.
После окончания 7 класса поступил в Челябинское педагогическое училище, в котором проучился полтора года.
Затем поступил в одну из копейских средних школ, добавив себе два года, окончив её в 1939 году стал студентом Молотовского государственного университета. Но учёбу пришлось прервать, заболел туберкулезом.
Член ВЛКСМ с 1940 или 1942 года.
В 1941 году поступил в Уральский политехнический институт.
18 февраля 1942 года призван в Рабоче-крестьянскую Красную Армию Кировским РВК города Челябинска. Участник Великой Отечественной войны, с марта 1942 участвовал в боях (на Орловско-Курской дуге, переправе через Днепр, Вислу, боях за города Дрезден, Прагу), был дважды ранен. Служил старшим писарем штаба 869-го истребительно-противотанкового полка РГК, затем начальником вычислительной команды 116-й гаубичной артиллерийской бригады разрушения, гвардии старшина.
В 1951 году окончил с отличием физико-математический факультет Челябинского педагогического института по специальности «физика».
С 1954 года работал в Челябинском педагогическом институте старшим преподавателем, после этого доцентом и профессором (1974—76) на кафедре теоретической физики. В Челябинском педагогическом институте под руководством Георгия Васильевича Клещёва были созданы лаборатории рентгеноструктурного анализа и электронной микроскопии.
Член КПСС.
Возглавлял кафедру физики (28 августа 1976—1979), кафедру физики твердого тела ЧелГУ (1979—1982).
Защитил диссертации: кандидатскую по теме «Исследование структурных изменений при распаде пересыщенных твердых растворов AlZn и CuBe методом аномального рассеяния рентгеновских лучей» (Ленинградский государственный педагогический институт им. А. И. Герцена, в 1956 году) и докторскую на тему «О последовательности и преемственности при распаде пересыщенного раствора в сплавах „AlZn и AlAg“» (Институт чёрной металлургии имени И. П. Бардина, в 1972 году).
Участвовал в открытии аспирантуры в Челябинском государственном университете.
Был председателем Челябинского отделения секции химии твёрдого тела АН СССР, членом координационного Совета по росту кристаллов, членом учёного Совета Челябинского государственного педагогического института.
Автор более 200 научных работ, трёх изобретений. Под руководством профессора Г. Клещёва было выполнено и защищено 31 кандидатская и докторская диссертации.
С 1982 года работал в Волгоградском государственном университете заведующим кафедрой общей физики. По состоянию здоровья вернулся в город Челябинск в 1984 году.
Георгий Васильевич Клещёв скончался 23 декабря 1989 года в городе Челябинске Челябинской области. Похоронен на Успенском кладбище Курчатовского района города Челябинска Челябинской области.

### Семья
- Жена, Лора Владимировна Скобелева, кандидат физико-математических наук.
  - Сын Дмитрий Георгиевич Клещёв (род. 22 декабря 1950), доктор химических наук (1991), профессор.

## Награды
- Орден Отечественной войны I степени, 6 ноября 1985 года[6]
- Орден Красной Звезды, дважды: 10 января 1944 года[7], 30 апреля 1945 года[8]
- Медаль «За боевые заслуги», 16 сентября 1943 года[9]
- Медаль «В ознаменование 100-летия со дня рождения Владимира Ильича Ленина», 1970 год
- Медаль «За победу над Германией в Великой Отечественной войне 1941—1945 гг.», 1945 год
- Медаль «За освобождение Праги», 1945 год
- Отличник народного просвещения РСФСР, 1971 год
- Лауреат 3-й премии Д. И. Менделеева Всесоюзного химического общества, 1972 год.

## Память
- В Челябинском государственном университете установлена персональная именная стипендия имени Г. В. Клещёва, которая присуждается студентам, отличившимся в сфере экспериментальной и прикладной научно-исследовательской деятельности.
- 14 ноября 2023 в Челябинском государственном университете аудитории А-13 присвоено имя Георгия Клещёва[10].